# Quadrangle Ishtar Terra
El quadrangle Ishtar Terra és un dels quadrangles definits per la cartografia de Venus aprovats per la Unió Astronòmica Internacional.
En els mapes a escala 1 / 10.000.000 (identificat amb el codi I-2490) inclou la porció de la superfície de Venus situada en latitud d'entre 57º a 90° N, i longitud entre 0° a 360° E.

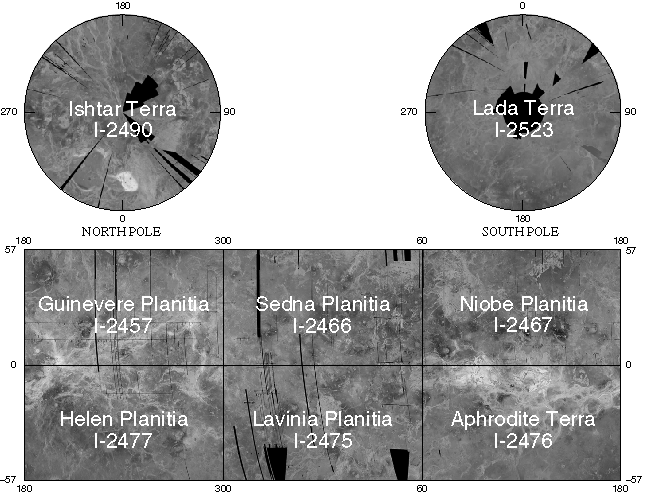
Quadrangles de Venus per a mapes a escala 1/10.000.000

Deu el seu nom a l'Ishtar Terra.